# Salvador del Solar
Salvador Alejandro Jorge del Solar Labarthe (phát âm tiếng Tây Ban Nha: [salβaˈðoɾ ˈdel solar] sinh ngày 1 tháng 5 năm 1970) là một chính trị gia, luật sư người Peru, đồng thời là một diễn viên của truyền hình, nhà hát và điện ảnh. Martín Vizcarra vào ngày 11 tháng 3 năm 2019. Ông là Bộ trưởng Bộ Văn hóa Peru từ ngày 5 tháng 12 năm 2016 đến ngày 27 tháng 12 năm 2017 dưới thời Tổng thống Pedro Pablo Kuczynski và đã từ chức để phản đối sự tha thứ của Kuczynski của cựu Tổng thống Alberto Fujimori.

## Tiểu sử
Ông cố của ông, Pedro Alejandrino del Solar, từng ba lần làm thủ tướng vào cuối thế kỷ 19 và là phó tổng thống của Peru. Salvador del Solar học luật tại Đại học Công giáo Peru, tham dự các lớp diễn xuất. Ông cũng nghiên cứu quan hệ quốc tế tại Đại học Syracuse (Hoa Kỳ). Nhà nghiên cứu khách tại Trung tâm Nghiên cứu Mỹ Latinh. David Rockefeller tại Đại học Harvard (2018-2019).
Ông đóng vai chính trong các bộ phim như là Sex Sexaz of Captain Pantohi, (2000), da Nói lời chào với ác quỷ từ tôi (2011) và chú voi bị mất voi (2014). Năm 2012 - một thành viên ban giám khảo của Liên hoan phim lần thứ 16 tại Lima. Năm 2015, anh ra mắt với vai trò đạo diễn với bộ phim " Magallanes ". Ông đóng vai chính trong hơn năm mươi bộ phim.
Kể từ tháng 3 năm 2019, người đứng đầu chính phủ Peru.